# Violencia galáctica
La violencia galáctica es un concepto que los astrónomos usan para designar a los efectos naturales espaciales devastadores entre cuerpos estelares.

## Casos conocidos

### Violencia galáctica en el sistema 3C321
El sistema 3C321, situado a una distancia de unos 1.400 millones de años luz de la Tierra, está compuesto por dos galaxias, ambas con un agujero negro supermasivo en su centro. En 2007, los telescopios de la NASA Chandra, Spitzer y Hubble captaron por vez primera varias imágenes de la llamada violencia galáctica entre esas dos galaxias en forma de torrente de partículas. Dichos torrentes eran emitidos por uno de los agujeros negros supermasivos e impactaban en el otro. La agencia espacial estadounidense ya había detectado torrentes de partículas expulsados por agujeros negros anteriormente, pero nunca había detectado como impactaban con otra galaxia vecina. 
La fuerza del torrente es tal que está desviando y disipando parte de la energía de la galaxia vecina receptora del torrente. Según los cálculos realizados, se trata de un fenómeno relativamente joven al empezar
hace un millón de años.

#### Posibles efectos secundarios
Cuando un agujero negro expulsa un torrente de partículas provoca al mismo tiempo una cantidad de rayos X y Gamma extremadamente elevados que combinados con las partículas expulsadas a gran velocidad, que llegan casi a la velocidad de la luz, pueden destruir las atmósferas de los planetas adyacentes.
Sin embargo, según los astrónomos, los efectos catastróficos del sistema 3C321 no llegarán a la Vía Láctea al estar situados a 1.400 millones de años luz de distancia.
cita: "Esta violencia galáctica nunca antes vista puede tener un gran efecto en los planetas a su paso y desencadenar una explosión en la formación de estrellas" NASA. 